# Helina basilewskyi
Helina basilewskyi este o specie de muște din genul Helina, familia Muscidae, descrisă de Fritz Isidore van Emden în anul 1956.
Este endemică în Burundi. Conform Catalogue of Life specia Helina basilewskyi nu are subspecii cunoscute.